# Erve (Dalsland)
För andra betydelser, se Erve (olika betydelser).
Erve är en sjö i Bengtsfors kommun och Melleruds kommun i Dalsland och ingår i Göta älvs huvudavrinningsområde. Sjön har en area på 5 kvadratkilometer och ligger 115,1 meter över havet.

## Delavrinningsområde
Erve ingår i det delavrinningsområde (652639-130028) som SMHI kallar för Utloppet av Erve. Medelhöjden är 139 meter över havet och ytan är 20,32 kvadratkilometer. Räknas de 3 avrinningsområdena uppströms in blir den ackumulerade arean 46,65 kvadratkilometer. Hammelsströmmen som avvattnar avrinningsområdet har biflödesordning 3, vilket innebär att vattnet flödar genom totalt 3 vattendrag innan det når havet efter 181 kilometer. Avrinningsområdet består mestadels av skog (65 procent). Avrinningsområdet har 5,21 kvadratkilometer vattenytor vilket ger det en sjöprocent på 20 procent.